# Marc Aureli Olimpi Nemesià
Marc Aureli Olimpi Nemesià (en llatí Marcus Aurelius Olimpius Nemesianus) va ser un poeta romà. Se l'anomena poeta Carthaginiensis, o Aurelius Carthaginiensis. Vivia al temps de l'emperador Marc Aureli Car (283).
Va guanyar tots els premis en un concurs (omnibus coronis illustratus emicuit). Flavi Vopisc parla de les seves obres sobre pesca, cacera i activitat aquàtiques: ἁλιευτικά, κυνηλετικά, ναυτικά que no es conserven excepte un fragment de la Cynegetica. Se li atribueixen també De Aucupio, i Laudes Herculis.
De l'obra Cinegètic, que s'inspira parcialment de l'obra del mateix nom de Xenofont, es van conservar 325 versos: una introducció, l'estudi dels gossos tradicionals, la descripció dels cavalls i la quarta part a les eines de la caça.

## Edicions i traduccions
- Wight, J; Duff, Arnold M. (traductors). Nemesianus (en llatí i anglès). volum 2 de Loeb Classical Library's Minor Latin Poets, 1934-35, p. 541-515.
- Delatour, M.S. (traductor). Poésies De M. Aurelius Olymius Némésien Suivies d'une Idylle de J. Fracastor, sur les Chiens de chasse (en francès).  Europeana.